# Awaka
Awaka est un village du Nigeria, situé au sud-est de la ville d’Owerri dans l’État d'Imo. C'est un royaume traditionnel, dirigé par S.A.R. Eze Akujobi David-Osuagwu (Ezikoche II) depuis les années 1990, succédant à S.A.R. Eze Chris David-Osuagwu (Ezikoche Ier).